# Dragon Ball Z: Return My Gohan!!
Dragon Ball Z: Dead Zone, originalmente como Dragon Ball Z: Return My Gohan!! (ドラゴンボールZ オラの悟飯をかえせッ!!, Doragon Bōru Zetto Ora no Gohan o Kaese!!) ou Brasil: O Resgate de Gohan ou Dragon Ball Z: Devolva-me Gohan!! / Portugal: Dragon Ball Z: A Zona Morta,  originalmente conhecido como Dragon Ball Z, é o primeiro filme do anime Dragon Ball Z e o quarto da franquia Dragon Ball, publicado pela primeira vez em 15 de julho de 1989 durante o festival de filmes "Toei Manga Matsuri" entre os episódios 11 e 12. O filme se passa entre o fim de Dragon Ball e o início de Dragon Ball Z.

## Enredo
O filme começa com Piccolo sendo brutalmente atacado e supostamente morto por três lutadores. Momentos depois, Chi-Chi, Rei Cutelo e Gohan são atacados por um grupo de guerreiros desconhecidos. Goku estava pescando, mas após sentir o Ki dos inimigos ele retorna à sua casa e descobre que seu filho foi raptado. Os guerreiros que atacaram Piccolo e raptaram Gohan se chamam Ginger, Nicky e Sansho. Eles são os capangas de um demônio Makyiosei-jin chamado Garlic Jr. e depois é revelado que eles não se importam com Gohan, mas querem a esfera de quatro estrelas que está em seu chapéu. Após todas as Esferas do Dragão terem sido reunidas, Garlic Jr. invoca Shenlong e deseja ser imortal. Goku furiosamente aparece em busca de seu filho mas logo descobre o novo poder do seu inimigo. Kami-Sama então aparece para ajudar Goku, o que surpreende Garlic Jr. por que ele pensava que Piccolo estava morto e consequentemente, Kami-Sama também. Kami-Sama conta à Goku que antes de ser eleito o deus da Terra, existia outro competidor, Garlic. Após Kami-Sama ter sido eleito, Garlic montou um exército de demônios para destruí-lo. Contudo, Garlic perdeu a batalha e foi mandado para uma dimensão das trevas. Garlic Jr. confirma a história e diz que pretende vingar seu pai. Goku então começa a procurar Gohan enquanto Garlic Jr. enfrenta Kami-Sama.
Ginger, Nicky e Sansho entram no caminho de Goku, mas Kuririn e Piccolo aparecem para ajudá-lo. Piccolo tem sua vingança ao matar Sansho enquanto Goku destrói Ginger e Nicky. Enquanto isso, Kami-Sama é fortemente atacado até que Goku e Piccolo aparecem para ajudá-lo. Entretanto, Garlic Jr. vai para a sua segunda forma onde ele consegue derrotar os guerreiros, mas quando Goku e Piccolo resolvem trabalhar juntos, eles conseguem derrotá-lo. Apesar disso, Piccolo resolve acertar as contas de vez com Goku e ambos começam a lutar, até que Garlic Jr. aparece novamente. Irritado, ele abre um grande buraco dimensional chamado Zona da Morte, pretendendo sugar seus inimigos para mandá-los direto para o inferno. Goku, Piccolo e Kuririn fazem o possível para resistirem, até que Gohan aparece. Enfurecido por ver os outros em perigo, Gohan manda toda a sua energia em direção de Garlic Jr. e o prende na Zona da Morte e desmaia. Enquanto os guerreiros retornavam para casa, Gohan notavelmente não se lembrava de nada e pensava que seu pai havia derrotado Garlic Jr. Espantado, Goku percebe que seu filho não é um garoto normal, mas possui um grande poder oculto. Piccolo os observa do alto dizendo que um dia derrotará Goku.

## Personagens Heróis do filme
- Goku
- Gohan
- Piccolo (Este ainda usa o arquétipo de anti-herói, pois ainda não é aliado aos heróis)
- Kuririn
- Kami Sama

## Personagens exclusivos do filme

### Garlic Jr.
Garlic Jr. (ガーリック・ジュニア, Gaarikku Jyunia) é um demônio da raça Makyiosei-jin e o antagonista do filme. Ele cresceu com raiva e ódio de Kami-Sama, mas como temia em ter o mesmo destino que seu pai se o atacasse diretamente, ele tenta matar sua contraparte Piccolo. Mesmo com sua imortalidade, ele não é páreo para a força de Goku e Piccolo. Garlic Jr. posteriormente ressurge em uma saga filler do anime entre a Saga Freeza e a Saga Cell. Após escapar da Zona da Morte, ele cria um novo time de demônios para se vingar de Gohan e Kami-Sama. Contudo, seu poder não foi grande o suficiente para combater Gohan, Piccolo e Kuririn e ele abre a Zona da Morte novamente. Mais uma vez, Gohan o ataca e ele fica aprisionado.
- Habilidades: Ki :  Seu ki era de aproximadamente 1.100 em sua forma normal, um bom poder de luta para alguem tao pequeno.

Super Garlic Jr:   Ao tomar uma especie de Emexir, Garlic amplia tanto seu poder de luta, força e velocidade simultaneamente, ate mesmo usando movimento complexos como esquiva super sonicas e mostrando-se um combatente a altura de goku e picollo.
VELOCIDADE E REFLEXOS: Algo notavel e Garlic jr era sua velocidade e reflexos quase que "premonidores", tanto que varias vezes em seu combate com goku e picollo simuntaneamente , Garlic se esquivou de golpes precisamente encaixados de picollo e goku algo que fez picollo ir a fadiga antecipadamente.

### Ginger
Ginger (ジンジャー, Jinjã) é o líder dos soldados de Garlic Jr. É o menor dos três mas também o mais poderoso. Luta utilizando duas espadas. Ele luta contra Goku mas é atacado por um Kamehameha que o mata ao lado de Nicky.

### Nicky
Nicky (ニッキー, Nikkī) é o mais alto dos trio. Ele foi encarregado de cuidar de Gohan enquanto as outras esferas eram reunidas mas teve vários problemas, principalmente após Gohan comer uma fruta demoníaca e ficar bêbado. Na luta contra Goku, Ginger é arremessado por um Kamehameha em direção à Nicky. Os dois acertam uma torre e ela desaba em cima deles.

### Sansho
Sansho (山椒, Sanshõ) é um demônio silencioso mas violento. Quando os guerreiros aparecem, ele luta contra Kuririn mas é interrompido por Piccolo. Ele é cravavado em diversos pilares e depois desintegrado.

### Garlic
Garlic (ガーリック, Gaarikku) é o pai de Garlic Jr. Ele competiu com Kami-Sama pelo posto de deus da terra mas queria transformá-la em mundo de medo e terror e por isso não foi aceito. Tentou matar Kami-Sama mas foi aprisionado na dimensão das trevas, que se transformou em um cristal e ainda é guardado por Kami-Sama.

## Dublagem
| Personagem  | Seiyu           | Dublador           | Dobrador            |
| ----------- | --------------- | ------------------ | ------------------- |
| Son Goku    | Masako Nozawa   | Wendell Bezerra    | Henrique Feist      |
| Son Gohan   | Masako Nozawa   | Fátima Noya        | Henrique Feist      |
| Piccolo     | Toshio Furukawa | Luiz Antônio Lobue | Vítor Rocha         |
| Kuririn     | Mayumi Tanaka   | Fábio Lucindo      | Fernanda Figueiredo |
| Kami-Sama   | Takeshi Aono    | João Batista       | António Semedo      |
| Chichi      | Naoko Watanabe  | Raquel Marinho     | Fernanda Figueiredo |
| Rei Cutelo  | Daisuke Gori    | Sílvio Navas       | António Semedo      |
| Mestre Kame | Kohei Miyauchi  | Gileno Sandoro     | Ricardo Spínola     |
| Bulma       | Hiromi Tsuru    | Tânia Gaidarji     | Cristina Cavalinhos |
| Shenlong    | Kenji Utsumi    | Renato Master      | Ricardo Spínola     |
| Garlic Jr.  | Akira Kamiya    | Emerson Caperbat   | Vítor Rocha         |
| Ginger      | Koji Totani     | Luis Laffey        | António Semedo      |
| Nicky       | Shigeru Chiba   | Bruno Rocha        | Ricardo Spínola     |
| Sansho      | Yukitoshi Hori  | Mauro Castro       | António Semedo      |
| Narrador    | Jõji Yanami     | Daoiz Cabezudo     | António Semedo      |

## Músicas
Abertura 
- Cha-La Head-Cha-La
  - Letra: Yukinojō Mori. Música: Chiho Kiyooka. Arranjo musical: Kenji Yamamoto. Vocal: Hironobu Kageyama

 Música de Fundo 
- 天下一ゴハン (Tenkaichi Gohan, World's Greatest Gohan)
  - Letra: Sakiko Iwamuro. Música: Takeshi Ike. Arranjo musical: Kenji Yamamoto. Vocal: Masako Nozawa (Gohan)
  - Nota: tema musical de quando Gohan está bêbado

 Encerramento 
- でてこいとびきりZENKAIパワー! (Detekoi Tobikiri ZENKAI Pawā!, Come Out, Incredible ZENKAI Power!)
  - Letra: Toshihisa Arakawa. Música: Takeshi Ike. Arranjo musical: Kenji Yamamoto. Vocal: Manna